# Cinnyris bouvieri
Cinnyris bouvieri là một loài chim trong họ Nectariniidae.